# 桂家湖水库
桂家湖水库是中国贵州省安顺市镇宁布依族苗族自治县境内的一座水库，位于西江水系打邦河上，建于1966年。水库正常库容为1740万立方米，集雨面积为95平方千米，海拔为1264.5米。